# Apterothrips
Apterothrips är ett släkte av insekter som beskrevs av Bagnall 1908. Apterothrips ingår i familjen smaltripsar.
Kladogram enligt Catalogue of Life och Dyntaxa:
| Apterothrips | \| \| Apterothrips apteris \| \| \| \| \| \| Apterothrips secticornis \| \| \| \| |
|              | \| \| Apterothrips apteris \| \| \| \| \| \| Apterothrips secticornis \| \| \| \| |
|              | Apterothrips apteris                                                              |
|              |                                                                                   |
|              | Apterothrips secticornis                                                          |
|              |                                                                                   |